# 한국지체장애인협회
한국지체장애인협회(韓國肢體障碍人協會, Korea Association of Persons with Physical Disabilities)는 1989년에 설립된 보건복지부 산하 장애인 대표 단체이자 사단법인이다. 소재지는 서울특별시 영등포구 의사당대로 22, 301호에 위치하고 있다.

## 개요
장애인에 대한 사회인식개선, 사회참여확대, 권익 및 자립을 도모하여 장애인의 "삶의 질" 향상을 목적으로 한다.

## 주요 사업
- 조사·연구 및 장애인종합상담실 운영사업
- 장애인의 삶의 질 향상을 위한 교육·결연·계몽 및 제도개선사업
- 장애인의 인권신장을 위한 사업
- 장애인 이용시설 운영 및 자립작업장 운영·지원과 직종개발사업
- 장애인보조기구 지원 사업
- 장애인정보화 지원 사업
- 사회인식 개선과 자립을 위한 각종사업
- 정보제공을 위한 간행물 발행사업
- 장학금 지원 및 각종 예술인 발굴양성 지원 사업
- 국내외 유관기관과의 교류협력 사업
- 지체장애인편의시설지원센터 운영사업
- 장애인 문화·여가·체육활성화 및 지원사업
- 기타 본 회 목적달성을 위한 수익사업

## 전장연 시위 관련
- 전국장애인차별철폐연대의 지하철 시위 논란 관련하여 해당 장애인단체의 시위에 대해 '방법이 옳지 않고 시민들의 불편을 야기할 수 있는 행동'이라고 비판하는 성명을 냈다.